# Cypress Hill
Cypress Hill je americká hip hopová skupina, založená v roce 1988.
Prodali nad 15 miliónů desek a obdrželi 15 multiplatinových, platinových a zlatých ocenění. Původně se kapela jmenovala  DVX (Devastating Vocal Excellence), která byla v sestavě: T-Funk, Mellow Man Ace, B-Real a Sen Dog. Asi po roce B-Real a Sen Dog kapelu opustili a seznámili se s Muggsem.

## Historie
Jejich první CD se jmenovalo Cypress Hill, které vydali v roce 1991. Hitovkou CD se stala písnička How I Could Just Kill A Man, vystoupala na první příčky hitparád. Objevuje se i ve hře GTA: San Andreas. Druhé CD vydali v roce 1993 a jmenovalo se Black Sunday . Cypress Hill opět zapůsobili písničkou Insane In The Brain. V roce 1988 byl také B-Real postřelen do zad a tvrdí, že kdyby u něho nebyl Sen Dog, nejspíš by to nepřežil.
V roce 1995 vydali desku s názvem Temples Of Boom. Asi největším hitem byla píseň Throw Your Set In The Air . Dostali za ni zlaté ocenění a Sen Dog opustil kapelu kvůli své rockové skupině SX10.
Poté, co se Sen Dog vrátil v roce 1997 vydali Cypress Hill další desku pod názvem IV. . Tahle deska se velmi povedla. Divné je, že v albumové verzi songu Tequila Sunrise vystupoval Barron Ricks a ve video verzi Sen Dog.
V roce 1999 vydali desku pod názvem Los Grandos Exitos En Espaňol, která obsahovala většinu starších písní, ale nazpívaných ve španělštině.
Cypress Hill po roce vydali novou desku Skull and Bones, která obsahuje spíš Metal a Rock. Největším hitm je patrně Rock Superstar, která byla nazpívána i v jiné verzi (Rap Superstar). Ukázkou metalu je hlavně píseň Get Out Of My Head a A Man, kterou nazpíval pouze Sen Dog.
V roce 2001 vydali desku s názvem Stoned Raiders, která obsahuje dobré nahrávky. Hitem se stalo Lowrider. V klipu je vidět jak Cypress Hill jedou v lowrideru [zdroj?].
Po třech letech byla vydána deska s názvem Till Death Do Us Part (Dokud Nás Smrt Nerozdělí), s kterou dokázali, že chtějí být ještě dlouho.
Další deska Cypress Hill vyšla pod názvem Rise Up. Vystupují zde Mike Shinoda (Linkin Park), Tom Morello (Rage Against The Machine), Daron Malakian (System of a down/Scars on Broadway) a Slash (Guns N' Roses). Úspěšnými skladbami se staly Armada Latina, Rise Up, It Ain't Nothin', Get 'Em Up.

## Diskografie
- 1991: Cypress Hill
- 1993: Black Sunday
- 1995: III: Temples of Boom
- 1996: Unreleased and Revamped
- 1998: IV
- 1999: Los grandes éxitos en español
- 2000: Skull & Bones
- 2000: Live at the Fillmore
- 2001: Stoned Raiders
- 2002: Stash
- 2004: Till Death Do Us Part
- 2005: Greatest Hits from the Bong
- 2010: Rise Up
- 2018: Elephants on Acid
- 2022: Back in Black